# Gracilimesus hanseni
Gracilimesus hanseni är en kräftdjursart som först beskrevs av Kavanagh, Wilson och Anne Marie Power 2006.  Gracilimesus hanseni ingår i släktet Gracilimesus och familjen Ischnomesidae. Inga underarter finns listade i Catalogue of Life.